# قلعه باجول
قلعه باجول یا قلعه ناکام در ۳۵ کیلومتری الیگودرز در شرق استان لرستان و در روستای آب باریک علیا قراردارد. این بنا در دوره زندیه و اوایل دوره قاجار احداث شده‌است. برج مدور آجری، ایوانی با دو ستون سنگی، نقش برجسته‌های شکار، گل و گلدان، رخت و صحنه شکار شیر توسط اژدها از ویژگی‌های منحصر به فرد این بنای تاریخی است.
این بنا هم‌اکنون در شرایط بسیار بدی قرار دارد به دلیل توجه کم به این بنا هم‌اکنون اکثر نقاط قلعه را زباله فراگرفته و درمحوطه آن گیاهانی روییده‌اند که ارتفاع آن‌ها به ۴۰ سانتیمتر می‌رسد و هم چنین برخی از دیوارهای داخلی قلعه در حال تخریب است.